# Antoine Cassar
Antoine Cassar (ur. 1978  w Londynie) – maltański poeta, tłumacz.

## Życiorys
Przekłada na hiszpański i angielski utwory pisarzy maltańskich, na maltański poezję Walta Whitmana i Pabla Nerudy. Mieszkał w Qrendi w domu dziadków odzyskanym w 2000 roku. W 2024 roku, po śmierci dziadków i matki, przeprowadził się do wioski Limourata na wyspie Itaka w Grecji. Cessar walczy o prawa migrantów i powszechną swobodę przemieszczania się.Wydany w 2009 roku Passaport  został na Malcie adaptowany na potrzeby teatru. Wystawiono go we Francji, Belgii, Kanadzie, Włoszech i Australii. Dochód ze sprzedaży tomiku był przekazywany na rzecz stowarzyszeń wspierających uchodźców.

## Twórczość
- Mużajk, an exploration in multilingual verse 2008[7]
- Passaport 2009[7]
- Bejn / Between 2009[7]
- Merħba, a poem of hospitality 2009[7]
- Mappa tal-Mediterran 2013[7]
- Erbgħin Jum 2017[8]
- Nannu at the Kitchen Table 2020[2]
- Silan 2022[9]

W języku polskim:
- Czterdzieści dni  tłum. Zuzanna Gawron 2019[1]

## Nagrody
- 2020: finalista Europejski Poeta Wolności za Czterdzieści dni  z angielskiego przełożyła Zuzanna Gawron[1]
- 2018: Malta National Book Prize za Erbgħin Jum[1]
- 2009: United Planet Writing Prize za Merħba, a poem of hospitality (Merħba, poemat o gościnności)[1][10]